# Castrolibero
Castrolibero est une commune de la province de Cosenza, dans la région de Calabre, en Italie.

## Économie
La rédaction principale du journal Il Quotidiano della Calabria se trouve à Castrolibero.

## Administration
| Période                                  | Période  | Identité        | Étiquette     | Qualité |
| ---------------------------------------- | -------- | --------------- | ------------- | ------- |
| 27 mai 2003                              | En cours | Orlandino Greco | Centro-Destra |         |
| Les données manquantes sont à compléter. |          |                 |               |         |

### Hameaux
Andreotta

### Communes limitrophes
Cerisano, Cosenza, Marano Marchesato, Marano Principato, Mendicino, Rende

### Jumelages
- Siemiatycze (Pologne)
- Catanduva (Brésil)